# Mr. Vampire 1992
Série Mr. Vampire
Mr. Vampire 4
(1988)
Pour plus de détails, voir Fiche technique et Distribution.
Mr. Vampire 1992 (僵尸叔叔, San geung si sin saang, litt. « Le Nouveau Mr. Vampire »), aussi appelé Chinese Vampire Story, est une comédie d'horreur hongkongaise réalisée par Ricky Lau et sortie en 1992 à Hong Kong. Suite de Mr. Vampire 4 (1988), c'est le dernier volet de la série des cinq Mr. Vampire réalisés par Ricky Lau.
Il est considéré comme la vraie suite du Mr. Vampire (1985) original car les acteurs principaux (Lam Ching-ying, Ricky Hui, Chin Siu-ho et Billy Lau) retrouvent leurs personnages respectifs. Mr. Vampire 1992 se déroule également directement après les événements du premier film, et dont il est fait quelques références, comme le personnage de Man-choi qui déclare se croire infecté par le « virus des corps bondissants ».
Il totalise 6 365 497 HK$ de recettes à Hong Kong.

## Synopsis
Le film est basé sur le concept des âmes des fœtus avortés qui résident dans des statues en attente de réincarnation. L'une d'elles est une âme particulièrement méchante dont la nounou se met en quête de trouver une femme enceinte hôte appropriée qui se révèle être la petite amie d'enfance du prêtre Kau (Lam Ching-ying), Mai Kei-lin (Suki Kwan (en)).
Dans le même temps, un général (Billy Lau) et mari de Mai, est infecté par le virus jiangshi de son père décédé et cherche l'aide de Kau pour le guérir. Il lui indique de broyer les crocs de son père jiangshi pour fabriquer l'antidote. Après avoir échoué dans cette tâche, les disciples de Kau sont envoyés combattre un groupe de jiangshis pour obtenir leurs crocs.

## Fiche technique
- Titre original : 僵尸叔叔
- Titre international : Mr. Vampire 1992
- Réalisation : Ricky Lau
- Scénario : Lo Wing-keung
- Musique : Anders Nelsson (en) et Simon Leung
- Photographie : Lam Fai-tai
- Montage : Chuen Chi
- Production : Yip Wing-cho
- Société de production : Grand March Movie Production
- Société de distribution : Golden Princess Film Production
- Pays d'origine :  Hong Kong
- Langue : cantonais
- Genre : comédie d'horreur
- Durée : 88 minutes
- Date de sortie :
  -  Hong Kong : 8 août 1992

## Distribution
- Lam Ching-ying : maître Kau
- Ricky Hui : Man-choi
- Chin Siu-ho : Chau-sang
- Sandra Ng : Kwan-yue
- Billy Lau : le général
- Suki Kwan (en) : Mai Kei-lin
- Tam Hoi-yan : Mai Nim-ying
- Tsui Man-wah : la nounou de Mai Kei-lin
- Yu Mo-lin (en) : la femme jiangshi
- Si Gai-keung : Darn
- Goo Wai-jan : Wai-heung
- Lee Hin-ming : le mari de Wai-heung
- Tse Wai-kit : Kiu
- Lee Chi-git : une victime du jiangshi
- Bowie Lam
- Michael Chan (en)
- Yip Wing-cho : le cuisinier du général
- Siu Yam-yam (en) : la mère du garçon retardé